# Spituk
Spituk es una localidad y monasterio budista de la India en el distrito de Leh, territorio de Ladakh.

## Geografía
Se encuentra a una altitud de 3194 m s. n. m. a 805 km de Srinagar, en la zona horaria UTC +5:30.

## Demografía
Según estimación 2011 contaba con una población de 4047 habitantes.